# Hermetic Order of the Golden Dawn

Das hermetische Rosenkreuz des Golden Dawn

Der Order of the Golden Dawn, besser bekannt als Hermetic Order of the Golden Dawn (Hermetischer Orden der Goldenen Dämmerung, kurz Golden Dawn), war eine magische Geheimgesellschaft. Sie wurde am 12. Februar 1888 von William Robert Woodman, Samuel Liddell MacGregor Mathers und William Wynn Westcott in England gegründet. Am 1. März 1888 erfolgte die offizielle Eröffnung des Isis-Urania Tempels No. 3 in London. Der Orden bestand bis 1900/1903 und zerfiel dann wegen innerer Streitigkeiten in diverse Nachfolgeorganisationen.
Als esoterisch arbeitender Orden wurde er zum Prototyp ähnlicher Organisationen. Viele der modernen magischen oder esoterischen Strömungen wie Wicca und Thelema können bis zu diesem Orden zurückverfolgt werden. Der Golden Dawn gilt als eine der einflussreichsten Geheimgesellschaften des Okkultismus und der Esoterik im 19. und 20. Jahrhundert. Sein Einfluss ging weit über konventionellen Okkultismus hinaus.
Bekannte Mitglieder des Ordens waren unter anderem Aleister Crowley, Arthur Machen, Pamela Colman Smith, Arthur Edward Waite und William Butler Yeats.

## Geschichte
Alle drei Gründer – Westcott, Woodman und Mathers – waren sowohl Freimaurer als auch Rosenkreuzer der Societas Rosicruciana in Anglia. Westcott und Mathers gehörten außerdem der von Anna Kingsford gegründeten Hermetic Society in London an. All drei teilten ein großes Interesse an ritueller Magie, Astrologie, Alchemie, Tarot und der Kabbala. Im viktorianischen Zeitalter waren viele Leute unzufrieden mit den esoterischen Studienmöglichkeiten und den jeweiligen esoterischen Schwerpunkten, welche sich ihnen boten. Im Gegensatz zur Theosophischen Gesellschaft, die sich zunehmend an östlichen Weisheitslehren orientierte, wollen die drei Gründer eine Geheimgesellschaft mit dem Schwerpunkt westlicher Mysterien, insbesondere in der Tradition der Rosenkreuzer, ins Leben rufen. Es war schließlich Westcott, der Woodman und Mathers dafür gewinnen konnte, sich an der Gründung des Golden Dawn zu beteiligen.

### Das Cipher Manuscript

Cipher Manuscript fol. 47

Die Grundlagen der Lehren des Golden Dawn entnahm man dem sogenannten Cipher Manuscript, das Westcott zufolge vom Priester und Freimaurer A. F. A Woodford im August 1887 in einem Antiquariat entdeckt worden sein soll. Es war in einem Alphabet verfasst, das einer überlieferten Geheimschrift von Abt Trithemius ähnlich ist, und konnte von Westcott entschlüsselt werden. Das 60-seitige hermetische Manuskript enthält in skizzierter Form fünf Einweihungsrituale, sowie entsprechendes Lehrmaterial, u. a. die bisher geheimen Zuordnungen des Tarots zu den hebräischen Buchstaben. Dem Manuskript war weiters ein Zettel beigelegt, demzufolge man bei einer Frau Anna Sprengel (Soror Sapiens Dominabitur Astris) mehr erfahren könne. Die Rosenkreuzerin Anna Sprengel lebte in Deutschland und war gemäß ihrer Aussage Vorsteherin des Hermetischen Ordens der Goldenen Dämmerung in Deutschland. William Wynn Westcott will von ihr die Erlaubnis zur Gründung des Golden Dawn in the Outer (des äußeren Ordens der Goldenen Dämmerung) erhalten haben. Schließlich beauftragte Westcott Mathers, die allgemein gehaltenen Ritualskizzen zu arbeitsfähigen Ritualen auszuarbeiten. Soweit die Angaben Westcotts. In der Realität konnte bis heute weder die Existenz von Frau Sprengel geschweige denn die eines deutschen Orden der Goldenen Dämmerung nachgewiesen werden. Die Vermutungen gehen dahin, dass Westcott die ganze Geschichte erfunden hatte, um eine im Dunkel der Vergangenheit sich verlierende Tradition vorzutäuschen und damit die Gründung des Golden Dawn in ein mystisches Licht zu tauchen. Jedenfalls war es Westcotts Absicht, einen eigenen esoterischen Orden ins Leben zu rufen, dazu benötigte er eine Tradition und diese Geschichte lieferte, gleichgültig ob wahr oder falsch, den nötigen Hintergrund. Je nach Quelle soll das Manuskript von Kenneth R. H. Mackenzie, Eliphas Levi, A. F. A. Woodford, Francis X. King, J. Falk oder von Woodman und Mathers selbst verfasst worden sein.

### Gründung und Wachstum
Am 12. Februar 1888 verfassten Woodman, Mathers und Westcott eine Gründungsurkunde und legten damit den Grundstein für den Golden Dawn. Am 1. März 1888 eröffneten sie den ersten Golden Dawn-Tempel. Dies war der Isis-Urania Tempel No.3 im Londoner Stadtbezirk Westminster. Nach den drei Gründern Woodman (Ordensname: Magna es Veritas - M.V.), Mathers (‘S Rioghail Mo Dhream S.R.M.D.) und Westcott (Sapere Aude S.A. / Non Omnis Moriar - N.O.M.) wurde als erstes Mitglied Moina Mathers (Vestigia Nulla Retrorsum - V.N.R.) initiiert. Von Anfang an achtete der Golden Dawn auf einen gepflegten Ruf mit einem tadellosen Leumund als eine exklusive, magische Geheimgesellschaft. Obwohl der Golden Dawn jedem offenstand, wurden potenzielle Mitglieder zunächst persönlich angefragt und eingeladen. Dabei wurden zukünftige Mitglieder unter den Freimaurermeistern sowie bei der Societas Rosicruciana in Anglia gesucht. Später konnten weitere Mitglieder auch durch Publikationen, die sich an Okkultisten richteten, Vorträgen sowie durch eine gut organisierte Flüsterkampagne gewonnen werden. Im Herbst 1888 hatte der Isis-Urania Tempel 32 Mitglieder (9 Frauen, 23 Männer) und zwei weitere Tempel wurden eröffnet. Im Februar 1889 hatte der Golden Dawn bereits 60 Mitglieder.
Zunächst existierte nur der äußere oder erste Orden (Hermetic Order of the Golden Dawn). In diesem wurden die fünf Grade Neophyt, Zelator, Theoricus, Practicus und Philosophus rituell bearbeitet. Neben Zeremonien gab es Anleitungen für die Herstellung von Räucherwerk, für die Weihe von Lotus-Stäben sowie für das Zeichnen und die Weihen von Pentakeln. Daneben bekamen die Mitglieder Lehrschriften zum Selbststudium. Weiter wurde theoretisches Grundlagenwissen über die Kabbala, Astrologie, Tarot und Alchemie vermittelt. Einzige Ausnahme war das Kleine Pentagrammritual, das gelehrt wurde, damit sich der Schüler ein erstes Bild von den unsichtbaren Kräften und deren Lenkung machen konnte. Wie ein Zeitzeuge berichtete, gab es im Golden Dawn zu diesem Zeitpunkt nichts, was eine viktorianische Jungfrau erschrecken konnte. Bis anhin existierte der zweite oder innere Orden (Ordo Rosae Rubeae et Aureae Crucis), der die Adeptengrade umfassen sollte, nur auf dem Papier, da es noch keine entsprechenden Initiationsrituale gab. Es wurde lediglich der sogenannte Portalgrad geschaffen, der als Bindeglied zwischen äußeren und inneren Orden fungierte. Am 23. August 1890 riss der Kontakt mit Frau Sprengel ab, angeblich war sie verstorben und die anderen Mitglieder des deutschen Rosenkreuzer-Ordens waren zu keiner weiteren Unterstützung bereit.

### Ordo Rosae Rubeae et Aureae Crucis

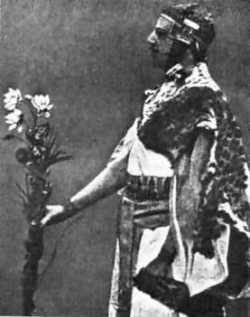
Mathers bei einer Zeremonie im Golden Dawn

Das Material in den Händen von Westcott und Woodman, aus welcher Quelle sie es auch bekommen hatten, war anscheinend noch zu mager, um darauf eine tiefschürfende Ordenstätigkeit aufbauen zu können. Das Wissen der beiden reichte trotz jahrelanger Beschäftigung mit der Thematik nicht aus, um die notwendigen lückenlosen Einweihungszeremonien aufstellen zu können. Im Herbst 1891 begann Mathers diesen zweiten oder inneren Orden, den eigentlichen magischen Orden, zu schaffen, den Ordo Rosae Rubeae et Aureae Crucis (Orden der Roten Rose und des goldenen Kreuzes), auch kurz R.R. et A.C. genannt. Dabei behauptete Mathers, in Paris den Kontakt zu den verborgenen Meistern, den Mitgliedern des innersten oder dritten Ordens, hergestellt zu haben. Jedenfalls schrieb er in den folgenden Jahren fünf umfangreiche Rituale, von denen jedes der Initiation in einen Grad diente. Von einem Frater L.E.T (Lux e tenebris) will er weitere Instruktionen für den Aufbau des zweiten Ordens erhalten haben. Er schuf daraufhin das zentrale Initiationsritual des Ordens, das des Adeptus Minor Grades. Dafür wird die in der Fama Fraternitatis geschilderte Wiederauffindung des verborgenen Grabes von Christian Rosencreutz rituell umgesetzt. Es wird eigens das Gewölbe der Adepten konstruiert, eine begehbare siebenseitige Initiationskammer. Dieses Gewölbe gilt als Widerspiegelung des Universums, unter anderem entsprechen seine farbig bemalten Seiten den sieben Planeten. Darin steht der sogenannte Pastos, ein Sarkophag, in dem der Chefadept während des Rituals liegen wird, um den Ordensgründer Christian Rosencreutz zu verkörpern. Es waren Annie Horniman (Ordensname: Fortiter Et Recte - F.E.R.) und Florence Farr (Sapientia Sapienti Dona Data - S.S.D.D.), die im Dezember 1891 als Erste das neue Adeptus Minor Ritual durchliefen. Westcott selbst bekleidete das Amt des Cancellarius (lat. Kanzler), etwa um 1890 war er Praemonstrator (lat. Amtsträger, Lehrer) und ab 1892 Chefadept (Großmeister).
War Westcott vorwiegend für Lehrinhalte des äußeren Ordens verantwortlich, verfasste Mathers fast alle wichtigen Instruktionen und Lehrschriften des inneren Ordens. Gleich nach der Initiation hatte sich der Adeptus Minor durch einen Katalog von Instruktionen und Lehrschriften zu arbeiten. Er hatte verschiedene magische Gegenstände herzustellen und zu weihen, unter anderem die vier „Elementarwaffen“ Stab, Kelch, Dolch und Pantakel. Eine andere häufig geübte Technik war das sogenannte Reisen in der Geistvision (Travelling in the Spirit Vision), einer der aktiven Imagination vergleichbaren Methode. Weiter fortgeschrittene Dokumente beschäftigen sich unter anderem mit dem frühneuzeitlichen System der henochischen Engelmagie von John Dee. Neben den offiziellen Lehrschriften zirkulierten zwischen den Mitgliedern des inneren Ordens auch noch die sogenannten Flying Rolls, Abhandlungen und Erfahrungsberichte, die von fortgeschritteneren Adepten geschrieben wurden.
Zur Blütezeit des Ordens entstanden verschiedene Tempel:
| Tempelname                    | Gründungsdatum   | Ort               | Gründer / Leiter                                |
| ----------------------------- | ---------------- | ----------------- | ----------------------------------------------- |
| Isis-Urania No.3              | 1. März 1888     | London            | W. W. Westcott, W. R. Woodman, S. L. Mathers    |
| Osiris No.4                   | 8. Oktober 1888  | Weston-super-Mare | B. Cox, F. Coleman, E. Nunn                     |
| Horus No.5                    | 10. Oktober 1888 | Bradford          | T. H. Pattinson, F. D. Harrison, J. L. Atherton |
| Amen-Ra No.6                  | 8. Juni 1893     | Edinburgh         | J. W. Brodie-Innes, W. Peck                     |
| Ahathoor No.7                 | 3. Dezember 1893 | Paris             | S. L. Mathers, M. Mathers                       |
| Thme (Ihme) No.8              | 1897             | Chicago           | G. W. Wiggs                                     |
| Thoth-Hermes No.9             | 1897             | New York          | C. und E. D. Lockwood, M. J. Whitty             |
| Isis (Alpha et Omega 1) No.10 | 1900             | London            | E. W. Berridge                                  |

### Innere Auseinandersetzungen
Nach dem Tod von William Robert Woodman im Dezember 1891, dessen Funktion nicht ersetzt wurde, kam es zu einer unterschwelligen Rivalität zwischen Mathers und Westcott. Anders als Westcott behaupte Mathers von sich, dass er über magische Fähigkeiten verfüge. Gemäß seiner Aussage hatte nur er alleine spirituellen Kontakt zu den verborgenen Meistern, auf welche sämtliches okkultes Wissen zurückgehe. Aufgrund dessen leitete er seinen alleinigen Führungsanspruch ab, was Unruhe in den Golden Dawn brachte. 1892 zogen Samuel Liddell MacGregor Mathers und seine Frau Moina Mathers nach Paris, um dort den Golden Dawn-Tempel Ahathoor No.7 zu gründen. Vor seiner Abreise ernannte er Henry B. Pullen Burry (Ordensname: Anima Pura Sit - A.P.S.) als Nachfolger von Westcott in der Funktion als Cancellarius. Weiter ernannte Mathers Florence Farr (Sapientia Sapienti Dona Data - S.S.D.D.) zum Chefadept sowie seiner Repräsentantin in England. Bis auf weiteres lebte Mathers in Paris und leitete den Golden Dawn von dort aus, was zu Unmut führte. Die Ernennung von Florence Farr zum Chief Adept provozierte einige Auseinandersetzungen in den englischen Logen, da sich einige männliche Mitglieder weigerten, sich einer weiblichen Führung unterzuordnen. Weiter waren durch die steigende Mitgliederzahl diverse Gruppen und Strömungen innerhalb der verschiedenen Tempel entstanden, was zu Konflikten führte. Woraufhin Mathers die Adepten des inneren Ordens in einem Manifest  zu unbedingtem Gehorsam ihm gegenüber aufrief. Im Herbst 1893 hatten 36 Adepten den Grad Adeptus Minor oder höher erlangt und gehörten somit dem inneren Orden des Golden Dawn an. Dabei entstanden Spannungen zwischen den Mitgliedern des inneren und äußeren Ordens. Die Mitgliederzahl des Golden Dawn begann zu stagnieren und die ersten Mitglieder, vor allem aus dem äußeren Orden verließen den Golden Dawn. Andere Mitglieder wurden von Mathers ausgestoßen. So wurde u. a. Annie Horniman (Fortiter Et Recte - F.E.R.) im Dezember 1896 wegen ihrer anhaltenden Kritik von ihm wegen mangelnder Untergebenheit aus dem Orden ausgeschlossen.

### Rebellion, Spaltung und Zerfall
1896 hatte der Golden Dawn rund 300 Mitglieder, wovon rund 100 Adepten dem inneren Orden angehörten. Die Mitglieder des Golden Dawn stammten aus allen Klassen der viktorianischen Gesellschaft und hatten ein Durchschnittsalter zwischen 20 und 30 Jahren. Am 1. März 1897 wurde mit dem Tempel Thme (Ihme) No.8 in Chicago die erste Niederlassung des Golden Dawn in den Vereinigten Staaten von Amerika eröffnet. Im März dieses Jahres wurden in einer Hansom Cab einige interne Papiere Westcotts mit okkultem Inhalt gefunden und der Presse zugespielt. Dies erregte im Golden Dawn Ärgernis und seitens der Regierung wurde Westcott nahegelegt, dass eine gleichzeitige Tätigkeit als Gerichtsmediziner und die Beschäftigung mit Magie als unvereinbar angesehen werde. Im Jahr 1897 zog sich Westcott schließlich ganz von allen administrativen Führungspositionen im Orden zurückzog. Nunmehr war Mathers das noch einzige verbleibende Gründungsmitglied im Golden Dawn und wurde zusehends absolutistischer. Sein autoritärer sowie zugleich inkonsistenter Führungsstil führte zu zunehmendem Unmut im Golden Dawn und es wurden Zweifel an der Authentizität der Gründungslegende laut. Auch konnte Mathers durch seine fortwährende Abwesenheit in Paris, die aufstrebenden Gruppen und Strömungen in den englischen Tempeln nicht kontrollieren.
Am 18. November 1898 wurde der exzentrischen Aleister Crowley von George Cecil Jones (Volo Noscere - V.N.) in den Orden eingeführt. Crowley durchlief zwischen Dezember 1898 und Februar 1899 die Grade des äußeren Ordens. Als im Januar 1900 sein Übertritt in den inneren Orden anstand, weigerten sich die Londoner Adepten, Crowley (Ordensname: Perdurabo - P.) wegen seinem Lebensstil und seiner homosexuellen Liebschaften in den inneren Orden aufzunehmen. Die Opposition wurde vom führenden Golden Dawn Mitglied William Butler Yeats (Daemon Est Deus Inversus - D.E.D.I.) angeführt. Dieser hielt weder etwas von Crowleys Schriften noch von dessen Charakter. In einem persönlichen Brief an seine Freundin Isabella Augusta Gregory meinte Yeats, eine mystische Gesellschaft sei schließlich keine Besserungsanstalt. Daraufhin reiste Crowley nach Paris, wo ihn Mathers in den Grad des Adeptus Minor einweihte, was aber von den Londoner Adepten nicht anerkannt wurde. Florence Farr war Mathers’ Verhalten überdrüssig und bot ihm ihren Rücktritt an. Dieser wollte jedoch nicht darauf eingehen, da er dahinter eine Intrige vermutete, Westcott wieder an die Spitze zu bringen. Zur Festigung seiner Autorität schickte Mathers einen persönlichen Brief an Farr in London und behauptete darin:
- Westcott habe zu keiner Zeit mit den verborgenen Meistern des Ordens in Kontakt gestanden, weder persönlich noch brieflich. Er habe den Briefwechsel entweder gefälscht oder fälschen lassen.
- Anna Sprengel sei noch am Leben und nenne sich jetzt Madame Horos. Sie wohne in Paris und unterstütze ihn bei seiner Arbeit.
- Alles Ordensmaterial, sowohl des inneren als auch des äußeren Ordens, stamme allein von ihm.
- Ausschließlich er allein stehe mit den verborgenen Meister des Dritten Ordens in Kontakt.[25]

Dies führte zum offenen Aufruhr der Londoner Adepten, die ein siebenköpfiges Komitee einsetzten, um diese Aussagen ihrem Wahrheitsgehalt nach zu untersuchen. Jedoch weigerte sich Westcott, Stellung zu den Vorwürfen zu beziehen. Nachdem auch Mathers nicht bereit dazu war, in London vor dem Komitee zu erscheinen, das er in keiner Weise billigte, wurde er von seinem Amt entbunden und die Mehrheit der Ordensmitglieder revoltierte öffentlich gegen ihn. Am 17. April 1900 brach Crowley, im Auftrag von Mathers, gewaltsam in die Räumlichkeiten des zweiten Ordens an der Blythe Road Nr. 36 ein und ließ die Schlösser austauschen, um das Gewölbe der Adepten und weiteres Material in seinen Besitz zu bringen. Als er am 19. April mit neuen Schlüsseln in den Tempel wollte, wurde er von Yeats, einem Polizisten und dem Hausbesitzer erwartet, welche ihm den Zutritt verweigerten. Mathers und Crowley wurden aus dem Orden ausgeschlossen. Am 27. April wurde Yeats zum Chefadepten (Imperator) des Isis-Urania-Tempels gewählt. Annie Horniman wurde rehabilitiert und zur Sekretärin des Golden Dawn ernannt, um das gesamte Material des Ordens neu zu ordnen. Dennoch war die Spaltung des Golden Dawn in verschiedene Fraktionen unaufhaltbar. Eine Gruppe um John William Brodie-Innes (Ordensname: Sup Spe - S.S.) waren dem Rosenkreuzertum zugetan und um Arthur Edward Waite (Sacramentum Regis - S.R.) versammelten sich die Spiritualisten und Mystiker des Golden Dawn. Adepten um Robert William Felkin (Finem Respice - F.R.) und Florence Farr (Sapientia Sapienti Dona Data - S.S.D.D.) wollten sich auf die Suche nach den verborgenen Meistern machen und eine Fraktion um Edward William Berridge (Resurgam - R.) strebte die Einführung von Sexualmagie im Golden Dawn an. Nach Unruhen und weiteren internen Zerwürfnissen begannen viele der Mitglieder den Orden zu verlassen, so dass der Golden Dawn ab dem Jahr 1901 zerfiel. Einige der verbliebenen Mitglieder hielten zu Mathers oder zu Woodman. Andere führende Mitglieder blieben dem Gedankengut des Golden Dawn treu und gründeten eigene Ableger:

#### Hermetic Society of the M.R.
Auf einer Zusammenkunft des inneren Ordens am 3. Mai 1902 wurden Percy Bullock, Robert William Felkin und John William Brodie-Innes für ein Jahr als leitende Triade bestätigt. In Folge wurde der äußere Orden in Hermetic Society of the M.R. umbenannt, wobei M.R. für „Morgenröthe“ steht. Jedoch scheiterte der Versuch, die Leitung dauerhaft auf eine demokratische Basis zu stellen, an den unterschiedlichen Interessen der Mitglieder. 1903 versuchte John William Brodie-Innes seinen Führungsanspruch durchzusetzen, scheiterte jedoch an Arthur Edward Waite und seiner Fraktion. Trotz mehrfacher Treffen konnte man sich nicht auf eine leitende Triade einigen.

#### Alpha et Omega
Wenige Monate später versammelte Edward Berridge die wenigen Mathers noch loyal gebliebenen Adepten und gründete den Isis Tempel No.10 in London, der später zum Alpha et Omega Tempel No.1 wurde.

#### Independent and Rectified Rite of the Golden Dawn
In dieser Situation übernahmen Waite und seine Fraktion das Gewölbe der Adepten  von Isis-Urania No.3 und konstituierten am 7. November 1903 den Independent and Rectified Order R.R. et A.C. als inneren Orden des Independent and Rectified Rite of the Golden Dawn. Waite und seine Fraktion bevorzugten eher die mystische Ausrichtung des Ordens und unterzogen alle Rituale einer ausführlichen Revision. Aus dem Independent and Rectified Rite ging schließlich 1916 das Fellowship of the Rosy Cross hervor.

#### Stella Matutina
Der Großteil der verbleibenden, eher magisch orientierten, Mitglieder gründeten daraufhin unter Felkin und Brodie-Innes den Amon Tempel, der zum Haupttempel der Stella Matutina wurde. Auch die Stella Matutina unterzog die Rituale des ursprünglichen Golden Dawn ausführlichen Überarbeitungen, die dadurch eine wesentliche Verbesserung und Erweiterung erfuhren.
In der Folgezeit bemühte sich Brodie-Innes darum, den eingeschlafenen Amen Ra Tempel No.6 in Edinburgh wiederzubeleben. Er nahm heimlich Kontakt zu Mathers auf, mit dem er sich wieder versöhnte, und wechselte schließlich zum Alpha et Omega.

## Lehrinhalte

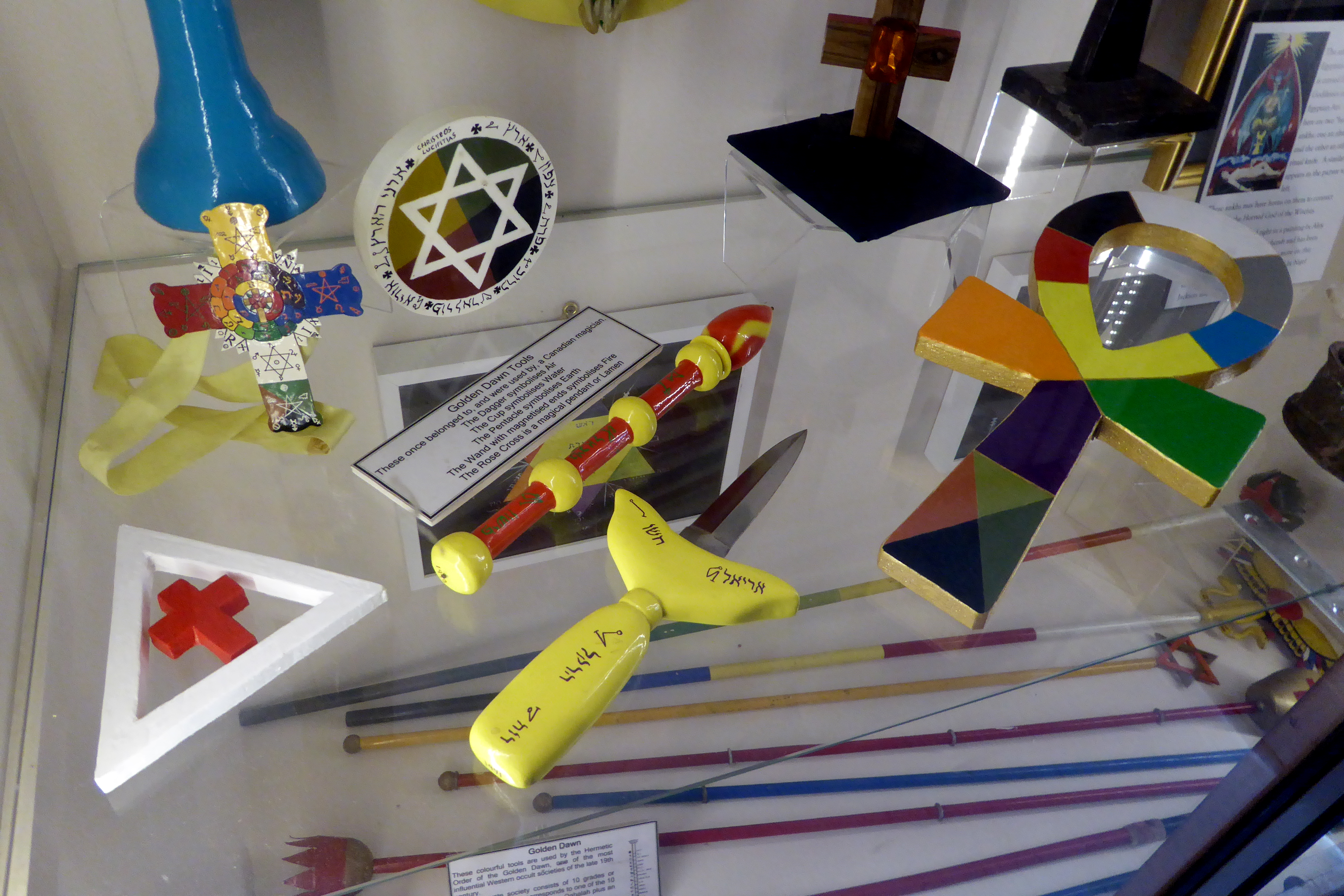
Verschiedene „Elementarwaffen“ des golden Dawn

Nachdem die neuen Mitglieder die Aufnahmegebühr von 10 Schilling entrichtet hatten, wurden sie zu absoluter Verschwiegenheit verpflichtet. Weiter hatten sie beim Eintritt in den Orden einen magischen Namen anzunehmen, der oft die Form eines Wahlspruchs hatte. Die Lehrinhalte des Golden Dawn bestanden aus zahlreichen okkulten und mystischen Traditionen, wie Kabbala und Tarot, Astrologie, Hermetik, Alchemie und der henochischen Magie Dees sowie aus magischen Arbeiten mit den Göttern Altägyptens und Griechenlands. Dazu kamen Elemente aus den spätmittelalterlichen Grimoires und Elemente des Christentums und Judentums wurden synkretistisch integriert. Aus den verschiedenen mystischen Traditionen wurde versucht, durch eklektische Ausarbeitungen eine Einheit zu bilden. Viele heutige okkulte Organisationen bedienen sich des Studienmaterials des Golden Dawn. Zum Beispiel in einigen Wicca-Kult-Gruppen werden seine Pentagrammrituale verwendet, die unverändert dem Golden Dawn entstammen. Bei den Golden Dawn-Zusammenkünften wurden farbige Roben sowie bei Ritualen auch Kostüme getragen. Die Rituale und Initiationen im Golden Dawn wurden von sogenannte Ritual-Offizieren durchgeführt:
- Hierophant: das Oberhaupt des Kults (in roter Robe und rotem Krummstab sowie Banner).
- Hiereus: der Priester und „Erläuterter der Mysterien“ (in schwarze Robe und Schwert sowie Banner).
- Hegemon: der „Anführer“ oder „General“ bereitet Kandidaten auf ihre Einweihung vor (in weißer Robe und rotem Krummstab).
- Kerux: der Herold verfasst Berichte und Ankündigungen (in schwarzer Robe und roter Schale)
- Stolistes: der Priester, verantwortlich für die heiligen Gewänder (in schwarzer Robe und blauem Kelch)
- Dadouchos: der Fackelträger, Assistent des Hierophanten, kümmert sich um alle Lampen und das heilige Feuer (in schwarzer Robe und Turibulum)

## Gradsystem

Der Baum des Lebens, Grundlage des Gradsystems

Das Gradsystem gliederte sich anfangs in fünf, dann in neun und später in zwölf Grade. Es beruhte auf dem Gradsystem der Gold- und Rosenkreuzer des 18. Jahrhunderts aus Deutschland. Dieses wurde modifiziert, dass es den zehn Sephiroth des kabbalistischen Lebensbaums entsprach. Weiter ordnete der Golden Dawn diese Grade in ein System dreier Ordnungen ein und teilte jedem der Grade bestimmte magische (elementare und astrologische) Kräfte zu. Die Grade waren strikt in zwei Gruppen geteilt: dem äußeren Orden mit vier Graden sowie dem inneren Orden mit drei Graden. Zwischen diesen Orden gab es den Protalgrad als Initiationsgrad. Weiter existierten drei Grade in einem dritten Orden für die verborgenen Meister. Im Golden Dawn war man sich darüber uneins, ob lebende Menschen diese letzten mystischen Grade erreichen können (ähnlich dem Bodhisattva im Buddhismus). Das Gradsystem des Golden Dawn wurde später von vielen magischen Initiationsorden und okkulten Organisation übernommen, bzw. als Grundlage verwendet. So verwendeten die späteren Orden Ordo Templi Orientis (O.T.O.) und Astrum Argenteum (A⸫A⸫) ein ähnliches Gradsystem. Das Gradsystem des Golden Dawn war wie folgt aufgebaut:
| Gradformel                                                      | Bezeichnung      | Element                          | Planet   | Sephiroth             | Kabbala |
| Außerhalb des Ordens                                            |                  |                                  |          |                       |         |
| 0°=0                                                            | Neophyt          | Eintritts- und Vorbereitungsgrad | -        | -                     | -       |
| Erster oder äußerer Orden (Hermetic Order of the Golden Dawn)   |                  |                                  |          |                       |         |
| 0°=10                                                           | Zelator          | Erde                             | Erde     | Malkuth (Königreich)  | Assiah  |
| 2°=9                                                            | Theoricus        | Luft                             | Mond     | Jesod (Grundlage)     | Assiah  |
| 3°=8                                                            | Practicus        | Wasser                           | Merkur   | Hod (Herrlichkeit)    | Assiah  |
| 4°=7                                                            | Philosophus      | Feuer                            | Venus    | Nezach (Sieg)         | Assiah  |
| Einführungsgrad                                                 |                  |                                  |          |                       |         |
| -                                                               | Portalgrad       | Geist                            | -        | -                     | -       |
| Zweiter oder innerer Orden (Ordo Rosae Rubeae et Aureae Crucis) |                  |                                  |          |                       |         |
| 5°=6                                                            | Adeptus Minor    | -                                | Sonne    | Tiphareth (Schönheit) | Jetzira |
| 6°=5                                                            | Adeptus Major    | -                                | Mars     | Gwura (Macht)         | Jetzira |
| 7°=4                                                            | Adeptus Exemptus | -                                | Jupiter  | Chesed (Gnade)        | Jetzira |
| Dritter oder oberer Orden                                       |                  |                                  |          |                       |         |
| 8°=3                                                            | Magister Templi  | -                                | Saturn   | Binah (Verständnis)   | Briah   |
| 9°=2                                                            | Magus            | -                                | Zodiakus | Chokmah (Weisheit)    | Briah   |
| 10°=1                                                           | Ipsissimus       | -                                | -        | Kether (Meister)      | Briah   |

Der Grad 5°=6 Adeptus Minor wurde ab 1897 in die Untergrade Zelator Adeptus Minor, Theoricus Adeptus Minor, Practicus Adeptus Minor sowie Philosophus Adeptus Minor aufgeteilt. Neben den oben genannten Graden existierten in jedem Golden Dawn-Tempel administrative Grade (Verwaltungsgrade) welche wiederum Offiziere innehatten: Imperator (Chefadept, Großmeister), Sub Imperator oder Vice-Imperator (Tempelvorsteher), Praemonstrator (Amtsträger, Lehrer eines Tempels), Sub-Praemonstrator (Assistent der oberen Offiziere) sowie Cancellarius oder Sub-Cancellarius (Kanzler und Buchhalter).

## Veröffentlichungen durch Israel Regardie
Israel Regardie war Mitglied der Nachfolgeorganisation Stella Matutina im Grad des Adeptus Minor. Im Dezember 1934 verließ er den Orden, da es zu Auseinandersetzungen zwischen ihm und der Führung kam. Er sammelte einen Großteil der Dokumente des Ordens und stellte von 1937 bis 1940 das dreibändige Werk The Golden Dawn zusammen, das als eine Enzyklopädie der okkulten Tradition des Westens angesehen werden kann. Diese Veröffentlichung brachte ihm die Feindschaft vieler Okkultisten ein, die ihn fortan als einen Eidbrecher betrachteten. Regardie begründete das Brechen seines Schweigegelübdes damit, dass das magische System des Golden Dawn in seiner Gesamtheit nicht verloren gehen dürfe, da es ein Schatz der gesamten Menschheit sei. Heute gilt Regardie mehrheitlich als rehabilitiert.

## Nachfolgeorganisationen des Golden Dawn
- Independent and Rectified Rite of the Golden Dawn (von 1903 bis 1914, A. E. Waite)
- Alpha et Omega (von 1903 bis ca. 1940, S. L. Mathers)
- Stella Matutina (von 1903 bis 1978, R. W. Felkin)

## Von Golden Dawn-Mitgliedern neu gegründete Organisationen und Ableger
- The Sphere (1897, London, F. Farr)
- Hermetic Society of the Morgenrothe (1902, London, R. W. Felkin, J. W. Brodie-Innes, Bullock)
- Order of Light (1902, Bradford, T. H. Pattinson)
- Astrum Argenteum (1909, London, A. Crowley)
- Ordo Templi Orientis (1901/1912, London, C. Kellner, A. Crowley)
- Smaragdum Thalasses / Whare Ra (1912, Neuseeland, R. W. Felkin)
- Cromlech Temple / Solar Order (1913, Edinburgh, J. W. Brodie-Innes)
- Alpha et Omega 2 (1913, London, J. W. Brodie-Innes)
- Hermes Temple (1916, Bristol, R. W. Felkin)
- Merlin Temple (1916, London, R. W. Felkin)
- Secret College in London (1916, London, R. W. Felkin)
- Fellowship of the True Rosy Cross (1916, London, A. E. Waite)
- Alpha et Omega 3 (1919, London, M. M. Mathers)
- Builders of the Adytum (1922, Los Angeles, P. F. Case)
- Society of the Inner Light; ehemals Fraternity of the Inner Light (1922, London, D. Fortune)
- Order of the Morning Star (1945, London, M. Montalban)
- Order of the Cubic Stone (1965, Wolverhampton, H. T. Howard)
- Order of the Sacred Word (1967, London, R. Hunt)

## In der Tradition des Golden Dawn arbeitende Gruppen
- The August Order of Light, London[34]
- August Order of the Mystic Rose, USA[35]
- Fraternity of the Hidden Light, Fraternitas L.V.X Occulta (FLO)[36]
- Hermetischer Orden der Aufgehenden Morgenröte® (HOAM), äußerer Orden der S.e.R+C.F.T.[37]
- Hermetic Order of the Golden Dawn (HOGD®), Äußerer Orden des Alpha et Omega®; mit Markenschutz für den Namen Hermetic Order of the Golden Dawn in der Europäischen Union und Kanada[38]
- Oxford Golden Dawn Occult Society, Oxford & London[39]
- Servants of the Light (SOL)[40]
- Society of the Inner Light; ehemals Fraternity of the Inner Light[41]
- Sodalitas RosaeXCrucis et Solis Alati, 2002 gegründet, USA, Kanada, Europäischen Union[42]
- Splendor Lucis, ein in der Tradition des Golden Dawn arbeitender Orden mit Sitz in Zürich in der Schweiz[43]
- Tempel Licht, Liebe und Leben, EOGD-Großtempel des EOGD von Europa, in Zürich[44]

## Trivia
- Der Order of the Golden Dawn wurde als Okkult-Forschungsgruppe, die die Thule-Parallelwelt untersucht, und gleichzeitig als Widerstandsbewegung gegen das Dritte Reich in das Computerspiel Wolfenstein (2009) integriert, obwohl weder zeitlich noch inhaltlich Parallelen nachweisbar sind.
- Im Anime „Black Clover“ gibt es eine Gruppe namens „die goldene Morgendämmerung“, welche Parallelen zur Geschichte aufweist, allerdings nur fiktiv verbunden sind.
- In der Netflix-Serie „Enthüllungen zu Mitternacht“ dreht sich Folge 3 um die „Golden Dawn“.

### Deutsch
- Ithell Colquhoun: Schwert der Weisheit, MacGregor Mathers und der „Golden Dawn“. Kersken-Canbaz, Bergen 1996, ISBN 3-89423-030-4.
- Michael D. Eschner: Die geheimen Unterweisungen des hermetischen Ordens der Goldenen Dämmerung. Band 1 und 2.
- Marco Frenschkowski: Die Geheimbünde. Eine kulturgeschichtliche Analyse (= MarixWissen). 5. Auflage. Marixverlag, Wiesbaden 2012, ISBN 978-3-86539-926-7.
- Marcus M. Jungkurth: Die Flying Rolls des Golden Dawn. Kersken-Canbaz, 1986, DNB 946051062.
- Israel Regardie: Elemente der Magie (= Rororo. 8798). Rowohlt, Reinbek bei Hamburg 1991, ISBN 3-499-18798-1.
- Israel Regardie: Das magische System des Golden Dawn. Band 1–3. Herausgegeben von Hans-Dieter Leuenberger. 1987, ISBN 3-7626-0342-1.
- Clemens Zerling: Hermetic Order of the Golden Dawn und seine Ableger. In: Die Rosenkreuzer. Geschichte einer Idee zwischen Mythos und Wirklichkeit. V.F. Sammler im Stocker Verlag, Graz, ISBN 978-3-85365-232-9, S. 140–145.

### Englisch
- Chic and Tabatha Cicero: The Essential Golden Dawn. 2003, ISBN 0-7387-0310-9.
- Nick Farrell: King Over the Water – Samuel Mathers and the Golden Dawn. 2012.
- Nick Farrell: Mathers Last Secret. 2011.
- R. A. Gilbert: The Golden Dawn - Twilight of the Magicians. 1983.
- R. A. Gilbert: The Golden Dawn Companion. 1986.
- Ellic Howe: The Magicians of the Golden Dawn. 1972.
- Darcy Küntz: The Complete Golden Dawn Cipher Manuscript 1996.
- Israel Regardie: The Golden Dawn 1937–1940 (vier Bände GD-Rituale)
- Israel Regardie: What You Should Know About The Golden Dawn. 1987.
- R.G. Torrens: The Secret Rituals of the Golden Dawn. Wellingborough 1973.
- Pat Zalewski: Talismans & Evocations of the Golden Dawn. 2002.